# Łukasz Jureńczyk
Łukasz Ziemowit Jureńczyk – polski politolog, dr hab. nauk społecznych, profesor uczelni i kierownik Katedry Polityki Bezpieczeństwa Wydziału Nauk o Polityce i Administracji Uniwersytetu Kazimierza Wielkiego.

## Życiorys
W 2005 ukończył studia politologiczne w Akademii Bydgoskiej im. Kazimierza Wielkiego, a w 2008 studia z zakresu europeistyki na Uniwersytecie Jagiellońskim. 15 września 2009 obronił pracę doktorską Udział Polski w misji stabilizacyjnej i odbudowie Iraku na Uniwersytecie Jagiellońskim. 11 września 2018 habilitował się na podstawie pracy zatytułowanej Polska w operacjach reagowania kryzysowego NATO spoza artykułu 5. Traktatu waszyngtońskiego również na UJ. 
Został zatrudniony na stanowisku adiunkta w Kujawsko-Pomorskiej Szkole Wyższej w Bydgoszczy, oraz w Instytucie Nauk Politycznych na Wydziale Humanistycznym Uniwersytetu Kazimierza Wielkiego. Profesor uczelni i kierownik Katedry Polityki Bezpieczeństwa Wydziału Nauk o Polityce i Administracji Uniwersytetu Kazimierza Wielkiego.

## Publikacje[2]
- Ł. Jureńczyk, Polska misja w Iraku. Implikacje dla Iraku i Polski, Wydawnictwo Kujawsko-Pomorskiej Szkoły Wyższej, Bydgoszcz 2010, s. 275 (ISBN 978-83-89914-32-3).
- Ł. Jureńczyk, Wojna z talibami i Al-Kaidą. Afganistan w latach 1994-2012, Wydawnictwo Naukowe GRADO, Toruń 2013, s. 359 (ISBN 978-83-62941-51-3).
- Ł. Jureńczyk, Polska misja w Afganistanie. Wojsko Polskie w operacji reagowania kryzysowego NATO, Wydawnictwo Uniwersytetu Kazimierza Wielkiego, Bydgoszcz 2016, s. 408 (ISBN 978-83-8018-082-6).
- Ł. Jureńczyk, Polska w Sojuszu Północnoatlantyckim. Wojsko Polskie w operacjach reagowania kryzysowego NATO, Wydawnictwo Uniwersytetu Kazimierza Wielkiego, Bydgoszcz 2016, s. 400 (ISBN 978-83-8018-093-2).
- Ł. Jureńczyk, Stosunki Polski ze Stanami Zjednoczonymi. Aspekty polityczno-wojskowe w okresie prezydentury Baracka Obamy, Wydawnictwo Uniwersytetu Kazimierza Wielkiego, Bydgoszcz 2019, s. 136 (ISBN 978-83-8018-296-7).
- Ł. Jureńczyk, Nie tylko 'Fort Trump'. Stosunki polityczno-wojskowe Polski z USA, Wydawnictwo Uniwersytetu Kazimierza Wielkiego, Bydgoszcz 2021, s. 259 (ISBN 978-83-8018-384-1).